# Villa Ankuri
Il Parco Villa Ankuri (talvolta scritto anche Villankuri) è un'area naturale situata tra i comuni di Massa e Cozzile e Buggiano, nella provincia di Pistoia in Toscana, precisamente tra le frazioni di Margine Coperta e Borgo a Buggiano.
All'interno del parco si trova la Villa Belvedere Ankuri-Pucci, villa settecentesca che è stata proprietà di diverse famiglie nobili, mentre oggi è di proprietà della provincia.

## Storia
La villa e il relativo parco sono menzionati per la prima volta in un atto catastale del 1716, dove vengono segnati come proprietà di "Landucci Anton Giuliano di Vincenzo di Anton Giuliano", nobiluomo membro di una delle principali famiglie pesciatine, si può dunque supporre che il complesso sia sorto in quel periodo e fosse adibito alla produzione della seta, il terreno era in possesso della famiglia da circa il 1640, ma non è chiaro se la villa fu costruita basandosi su un'abitazione pre-esistente o dal principio.
Nel 1797 la villa finì nelle mani dei Magnani, nobile famiglia anch'essa pesciatina e in particolar modo di Agostino Magnani, che la ristrutturò ispirandosi alla vicina Villa Bellavista e costruì una filanda, dando via allo sviluppo degli edifici circostanti la villa, gran parte dei lavori intesi non furono però portati a termine visto che il figlio Giorgio, raggiunta la maggiore età, vendette nel 1867 la villa al nobile Ankuri Michele di Gabbriello, un armatore di origini greche, che a sua volta nel 1870 ne trasferisce la proprietà ai figli Paolo e Luigi. Sotto di loro ci fu "l'età d'oro" della villa, con la costruzione di nuovi edifici e l'ampliamento della zona: il primo fratello muore celibe nel 1889 mentre il secondo sposa Eletta Pucci che la eredita alla sua morte avvenuta nel 1919, nel suo testamento Luigi Ankuri dichiara la volontà di passare l'intero complesso alla provincia di Lucca per la sua conversione a scopi benefici, a patto che il parco circostante rimanesse invariato.
Nel 1931 muore anche Eletta Pucci e dopo un breve periodo vacante la gestione viene affidata alla provincia di Pistoia, che intendeva riqualificarlo a convalescenziario per giovani, ma la seconda guerra mondiale la trasforma in ospedale militare tedesco e poi alleato, danneggiandola lievemente, nel 1947 la provincia arriva ad accordo con il consorzio provinciale antitubercolare e si pensava di tramutarlo in ospedale psichiatrico ma il progetto fu abbandonato, nel 1978 è ceduta all'USL (dal 1992 ASL 3) che ancora oggi ha la piena proprietà.
Il parco è rimasto da quel periodo meta ideale per trekking e feste paesane, nonostante alcune autorità abbiano fatto notare lo stato precario in cui si trova il bosco principale: non vige infatti alcuna manutenzione, e l'entrata principale è stata chiusa nel 2020 e mai riaperta. Per tale motivo gli eredi di Eletta Pucci hanno impartito una causa contro la provincia nel 1985, accusando essa e l'ASL di non aver rispettato i voleri del testamento, la questione si è chiusa nel 2014 quando la Corte d'Appello di Firenze rigettò la causa degli eredi.

## Descrizione
Il parco si estende sul confine tra le frazioni di Margine Coperta (Massa e Cozzile) e Borgo a Buggiano (Buggiano) lambendo le località minori di Vacchereccia e Falciano, il bosco principale è un'area densamente popolata da colonie di lecci, platani e pini, nonché di altre forme di vita sia vegetali che animali (lupi e cervi, ormai scomparsi a causa della caccia), sono presenti vari percorsi e sterrati che attraversano il cuore del bosco, e una strada in pietrisco, che collega il cancello da via Vacchereccia alla villa in sé, oltre che alla diramazione ora chiusa che porta su via Gamberaio (di nota perché attraversata dal Cammino di San Jacopo), notevoli sono i resti dell'attività agricola, ovvero la filanda dei Magnani demolita nel 1890, un orto ancora in funzione, le rovine di una torre che sembra aver ospitato servizi igienici, sebbene non sia del tutto noto, e numerose case coloniche. Proseguendo si può trovare "La Bottega" ovvero il magazzino della villa e centro riabilitativo rivolto ai ragazzi con disabilità (aperto nel 2002) e la scuola materna di Villa Ankuri, aperta negli anni '80, chiusa nel 2013 a causa di problemi di sicurezza e tramutata nel 2024 in centro intermedio, va ricordata particolarmente la panchina ispirata a Gaudì. La Bottega opera anche a Chiesina Uzzanese, presente il murale La Mareggiata in collaborazione tra le due sedi e Filippo Biagioli. Da questi due edifici parte una strada in pietrisco e poi asfaltata che si collega alla Villa Belvedere Ankuri-Pucci dell'ASL, una via alberata composta da cipressi e dei campi da basket e calcio intitolati a Lorenzo Giuliani.
La parte meridionale del parco è composta dalla stessa via asfaltata che porta direttamente al cancello d'uscita e che da sulla strada regionale 435 (via Pistoiese/via Primo Maggio), la strada si trova perfettamente al confine tra Buggiano e Massa ed è circondata da campi e boschi con le occasionali rovine degli ex-edifici agricoli; la maggior parte del bosco è poi circondato da una recinzione in ghisa, in alcune zone crepato o del tutto distrutto, questo a causa della caduta di alcuni alberi in passato.
Interamente all'interno di Buggiano è il "Parco Colombai" o Colombaione, in origine abbandonato che oggi tiene feste paesane (tra cui per esempio la sagra del Pane Toscano DOP) e possiede attrazioni e altri eventi, l'uscita principale porta poi sulla via Falciano; questa sezione del parco è stata ceduta al comune di Buggiano nel 2017.
Il parco è inoltre attraversato dal "rio Gamberaio", corso d'acqua che nasce nella frazione di Massa, attraversa l'apposita valle del Gamberaio e passa accanto alla villa, per poi continuare il suo percorso nelle zone abitate di Traversagna, inoltre dal Gamberaio si origina un fosso che passa per i campi di Vacchereccia e poi alimenta il "rio dei Parenti", altro corso d'acqua passante per Margine Coperta che col Gamberaio va ad unirsi.
Di fronte all'entrata di Vacchereccia c'è il podere "La Riavuta", situato sulla ex-fattoria di Villa Ankuri costruita nel 1827, che ha giurisdizione sui campi della località, ma sta lentamente venendo abbandonata, esso e l'orto all'interno del bosco sono proprietà dell'ente "Cooperativa Valleriana".